# 2033年4月14日月食
2033年4月14日月食为一次將在协调世界时2033年4月14日出現的月全食。該次月食半影食分為2.197、全影食分為1.099。偏食維持了108分，全食維持25分。

## 概述
這次月食的食分是13.56，偏食維持了108分，全食維持25分。

## 基本參數
- 類型：月全食
- 食甚資料：
  - 日期：2033年4月14日
  - 時間：19:12
  - 月球位置：赤經13.56度、赤緯-9.4度
  - 食分：半影食分：2.197、全影食分：1.099
  - 持續時間：偏食108分、全食25分

## 外部連結
- NASA月食專頁（页面存档备份，存于）（英文）